# Herb gminy Skórzec
Herb gminy Skórzec – jeden z symboli gminy Skórzec, ustanowiony 26 maja 2011.

## Wygląd i symbolika
Herb przedstawia na tarczy w polu czerwonym chorągiew kościelną trzystrefową złotą z zaćwieczonym takimż krzyżem kawalerskim (godło herbu Radwan), pod którym lilia srebrna z trzema pręcikami, na takiejż łodyżce z dwoma listkami (po jeden na stronę). Wykorzystując godło herbu Radwan projektanci nawiązali do osoby ojca Józefa Przygodzkiego, fundatora pierwszego kościoła i klasztoru w Skórcu. Lilia naturalna symbolizować ma zakon Marianów, obecny tutaj od 1711.